# 神奈川県立港南台高等学校
神奈川県立港南台高等学校（かながわけんりつ こうなんだいこうとうがっこう）は、かつて神奈川県横浜市港南区港南台九丁目にあった県立高等学校。

## 概要
JR根岸線港南台駅から徒歩10分。旧学区制度のもとでは、横浜南部学区のうち学力的には柏陽高校に次ぐ上位校の順位にあった。青山学院大学、中央大学、法政大学、明治学院大学等の私立中堅上位大学や、神奈川大学等の地元の大学への進学が多かった。2008年度より明治学院大学との連携による講座を開始した。
廃校後2年間は使用されていなかったが、2011年度より（当初は2012年度より）校舎建て替えをする神奈川県立横浜立野高等学校の全機能をこの校舎に移し、2013年度まで使用した。（この計画では本牧にある現校舎や新校舎のことを「本牧間門校舎」、旧港南台高校のことを「港南台校舎」と呼んでいる）。2015年度からは神奈川県立横浜明朋高等学校がこの校舎を使用し、開校することとなった。

## 沿革

### 年表
- 1973年（昭和48年）
  - 1月1日 - 神奈川県立港南台高等学校として設立告示。神奈川県立横浜日野高等学校にて開校事務を開始。
  - 3月24日 - 神奈川県立横浜日野高等学校内に仮設校舎完成。
  - 4月1日 - 開校。校長以下専任職員16名、兼務職員1名、非常勤講師3名。
  - 4月5日 - 第1回入学式挙行。
  - 5月1日 - 開校記念式典挙行。
- 1974年（昭和49年）
  - 6月30日 - 校舎建築第一期工事完成。
  - 7月27日 - 横浜市港南区日野町4586-1、本校舎に移転。
- 1975年（昭和50年）
  - 2月25日 - 運動場整備工事完了。
  - 3月22日 - 校舎建築第二期・第三期工事完了。
  - 12月11日 - 体育館建築工事完成。
- 1976年（昭和51年）3月1日 - 第1回卒業証書授与式挙行。
- 1979年（昭和54年）10月17日 - 鋼板プール（25m×13m、6コース）完成。
- 1981年（昭和56年）10月22日 - 所在地表示変更、現在地となる。
- 1983年（昭和58年）10月8日 - 創立10周年記念式典挙行。
- 1993年（平成5年）9月24日 - 創立20周年記念式典挙行。
- 2003年（平成15年）5月27日 - 創立30周年記念式典挙行。
- 2004年（平成16年）10月4日 - 県立高校改革推進計画後期実施計画に基づく再編対象校となる。
- 2009年（平成21年）3月3日 - 第34回卒業証書授与式、完校記念式典。

## 校歌
- 三木卓作詞／林光作曲

## 開校の歌
- 井上弘作詞／宮川匡作曲

## 再編統合
2009年4月より、神奈川県立上郷高等学校と併合し単位制普通科高校・神奈川県立横浜栄高等学校となった。以下、統合までの経過。
- 2007年度入学生より制服が変更され、新校[1]のものになった。また、4クラス30人学級となった。
- 2007年度より時限が7時限45分授業となった。
- 2008年、新校の校名は「県立高校校名検討懇話会」で検討され、神奈川県立横浜栄高等学校と決定した。

## 著名な卒業生
- 五十嵐夕紀（元歌手、元タレント）
- 荒井優（政治家、教育者）
- 大利実（スポーツライター）
- 中倉隆道（フリーアナウンサー）